# Hemerophanes
Hemerophanes é um gênero de traça pertencente à família Arctiidae.